# Château de Toruń

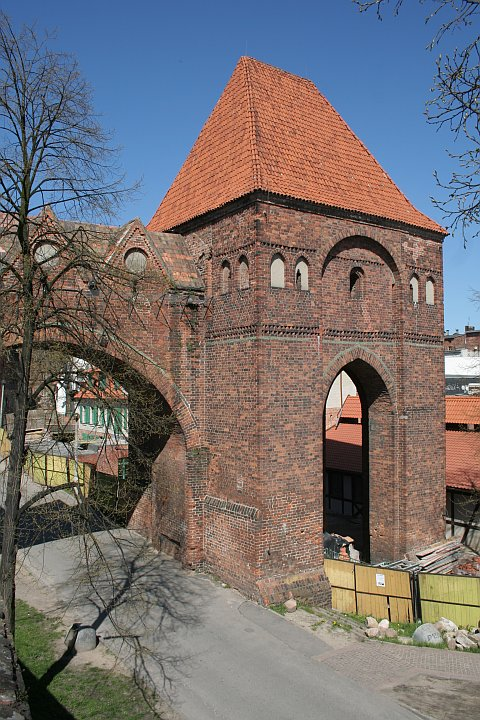
Tour des eaux usées

Localisation dans le quartier médiéval de Toruń.

Le Château de Toruń est un château de l'ordre Teutonique datant du XIIIe siècle situé à Toruń (Thorn) en Pologne. Le Château fait partie de la Vieille ville de Toruń, quartier inscrit au patrimoine de l'UNESCO en Pologne.

## Histoire
Le Château de Toruń fut l'un des premiers châteaux construit par l'Ordre sur les terres que le Duc Conrad Ier de Mazovie leur avait cédées. La construction commença au milieu du XIIIe siècle, en 1255, et dura une centaine d'années. Il fut le premier château teutonique dans la région de Chełmno. La nouvelle ville de Toruń s'est agrandie grâce à la construction des fortifications. La valeur historique du Château vient du fait qu'il était la base des Chevaliers teutoniques quand ils commencèrent leurs premières missions de colonisation païenne des Prussiens, et par la suite la formation de l'État teutonique. La première fonction connue du Château était d'être la résidence d'un commandant Teutonique. 
Seule une petite partie du Château a survécu jusqu'à aujourd'hui, en raison des nombreuses destructions qu'il a subies au cours des siècles, dont la principale destruction lors d'une rébellion de la ville en 1454,. La ville se rebella le 4 février 1454. Quelques jours plus tard la faible garnison teutonique négocia une capitulation selon laquelle elle fut autorisée à quitter le Château ainsi que la ville. Très rapidement, le 8 février 1454, le Château fut pillé et le Conseil de la ville de Toruń décida qu'il vallait mieux le détruire afin d'éviter que les chevaliers teutoniques occupent à nouveau le Château. Cet événement marqua alors le début de la Guerre de Treize Ans (1454-1466).
Le Château a été complètement excavé, reconstruit et reconnu comme monument historique en 1966 à l'époque de la République populaire de Pologne pendant le 500e anniversaire du Traité de Thorn.

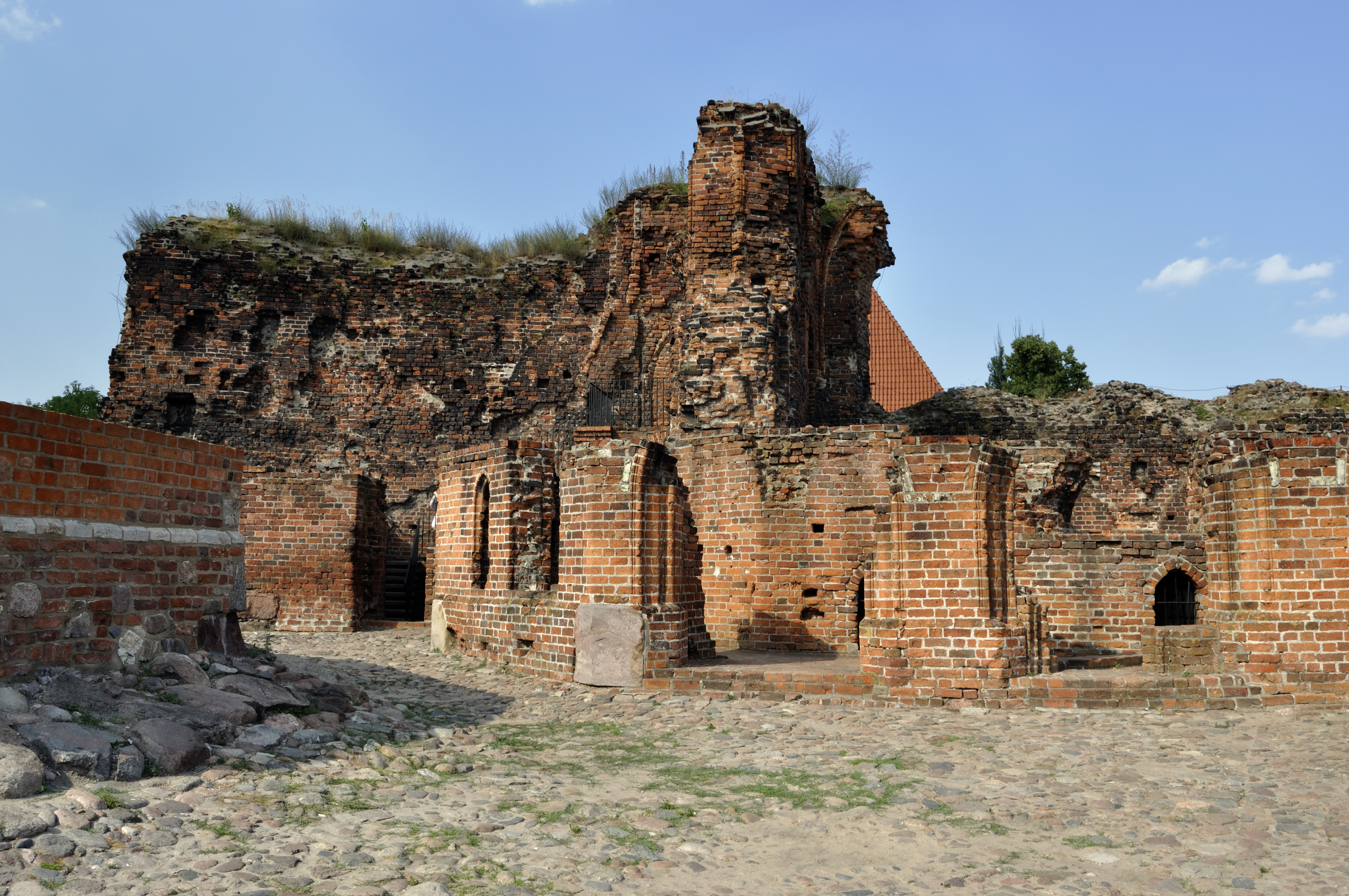
Ruines du Château

## Architecture
Contrairement aux châteaux teutoniques construits plus tard, il n'a pas été construit sur une base rectangulaire à quatre ailes. Le Château n'a que deux ailes disposées en forme de fer à cheval,.
La partie la plus grande encore conservée du château est la tour d'assainissement (voir Latrines). La tour est située au-dessus d'un ruisseau se jetant dans la Vistule.
L'autre partie conservée du château comprend les cellules qui sont aujourd'hui exposées de manière permanente. Ces cellules, l'arsenal, la cuisine, le dortoir, le scriptorium et la salle des coffres, se trouvent pour la plupart dans les voûtes du palais.